# Ирапуру
Ирапуру (порт. Irapuru) — муниципалитет в Бразилии, входит в штат Сан-Паулу. Составная часть мезорегиона Президенти-Пруденти. Входит в экономико-статистический микрорегион Адамантина. Население составляет 6866 человек на 2006 год. Занимает площадь 213,403 км². Плотность населения — 32,2 чел./км².

## История
Город основан 6 мая 1948 года.

## Статистика
- Валовой внутренний продукт на 2003 составляет 31 339 326,00 реалов (данные: Бразильский институт географии и статистики).
- Валовой внутренний продукт на душу населения на 2003 составляет 4391,11 реала (данные: Бразильский институт географии и статистики).
- Индекс развития человеческого потенциала на 2000 составляет 0,760 (данные: Программа развития ООН).